# Sonny James
Sonny James, właśc. James Hugh Loden (ur. 1 maja 1929 w Hackleburgu, zm. 22 lutego 2016 w Nashville) – amerykański piosenkarz country.

## Wyróżnienia
Posiada swoją gwiazdę na Hollywoodzkiej Alei Gwiazd.